# Frankfurter Zeitung
O Frankfurter Zeitung é um jornal alemão que perdura entre 1856 até 1943, surgindo a partir de uma publicação de negócios publicada em Frankfurt. Durante o Terceiro Reich é considerada como sendo a única publicação não controlada por Joseph Goebbels e pelo Ministério da Propaganda.